# Osmussaar
Osmussaar (szw. Odensholm) – estońska wyspa położona w Zatoce Fińskiej, około 7,5 kilometra na północ od przylądka Põõsaspea i portu Dirhami. Administracyjnie należy do Gminy Noarootsi w Prowincji Lääne. Wyspa ma powierzchnię 4,7 km², a długość linii brzegowej wynosi 14 km. Osmussaar nie posiada stałej ludności.
Nazwa wyspy pochodzi od Odyna, nordyckiego boga wojny, który, według legendy został tu pochowany. Osmussaar przed I wojną światową liczyła 130 mieszkańców, głównie Szwedów. 26 sierpnia 1914, w gęstej mgle niemiecki krążownik SMS „Magdeburg” osiadł na mieliźnie w pobliżu latarni morskiej na Osmussaar, a następnie zniszczony przez rosyjskie krążowniki Bogatyr i Pałłada. Pamięci marynarzy poświęcono pomnik postawiony w pobliżu latarni morskiej. W 1940 roku wszyscy mieszkańcy wyspy zostali zmuszeni przez Armię Czerwoną do jej opuszczenia. Kiedy rok później do Estonii wkroczyli Niemcy, Osmussaar poddała się najpóźniej. Po II wojnie światowej na wyspie istniała baza radzieckiej armii. Ruiny koszar są dziś jedyną pozostałością po Armii Czerwonej. W pobliżu wyspy zatopiony został przejęty przez Związek Radziecki jako zdobycz wojenna niemiecki pancernik „Schleswig-Holstein”. Przestarzały okręt posłużył za cel dla ćwiczącej sowieckiej floty i lotnictwa. W 1994 wyspę uznano za rezerwat przyrody.
Północne i wschodnie wybrzeże wyspy jest wysokie, klifowe (do 6 m), zachodnie niskie i zabagnione. Występują tam głazy narzutowe, pochodzące z dna Zatoki Fińskiej, z których największe są Kaksikud i Skarvan.  Na wyspie znajduje się latarnia morska Osmussaare. Wieża cylindryczna, o wysokości 35 metrów, biała w czarne pasy, z piętrową podbudówką (mieszkanie latarnika i maszynownia) i podwójną galerią na górze.

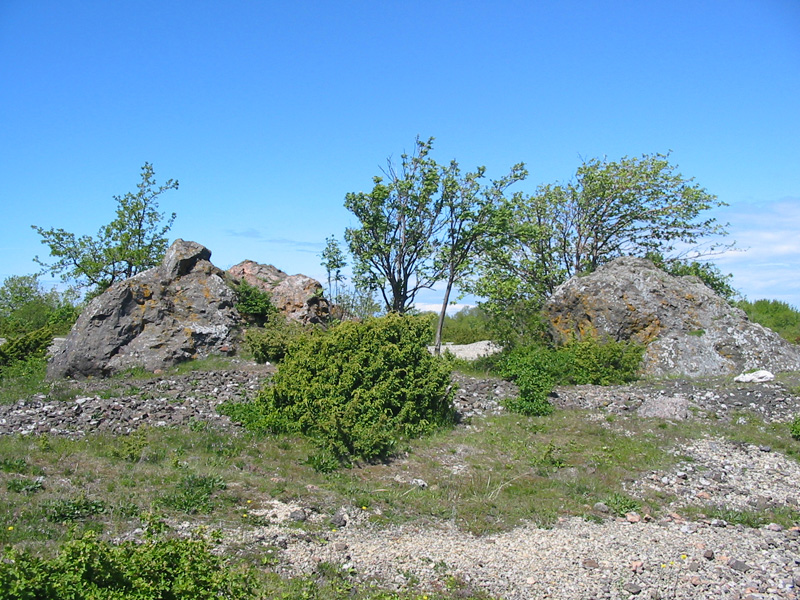
Kaksikud
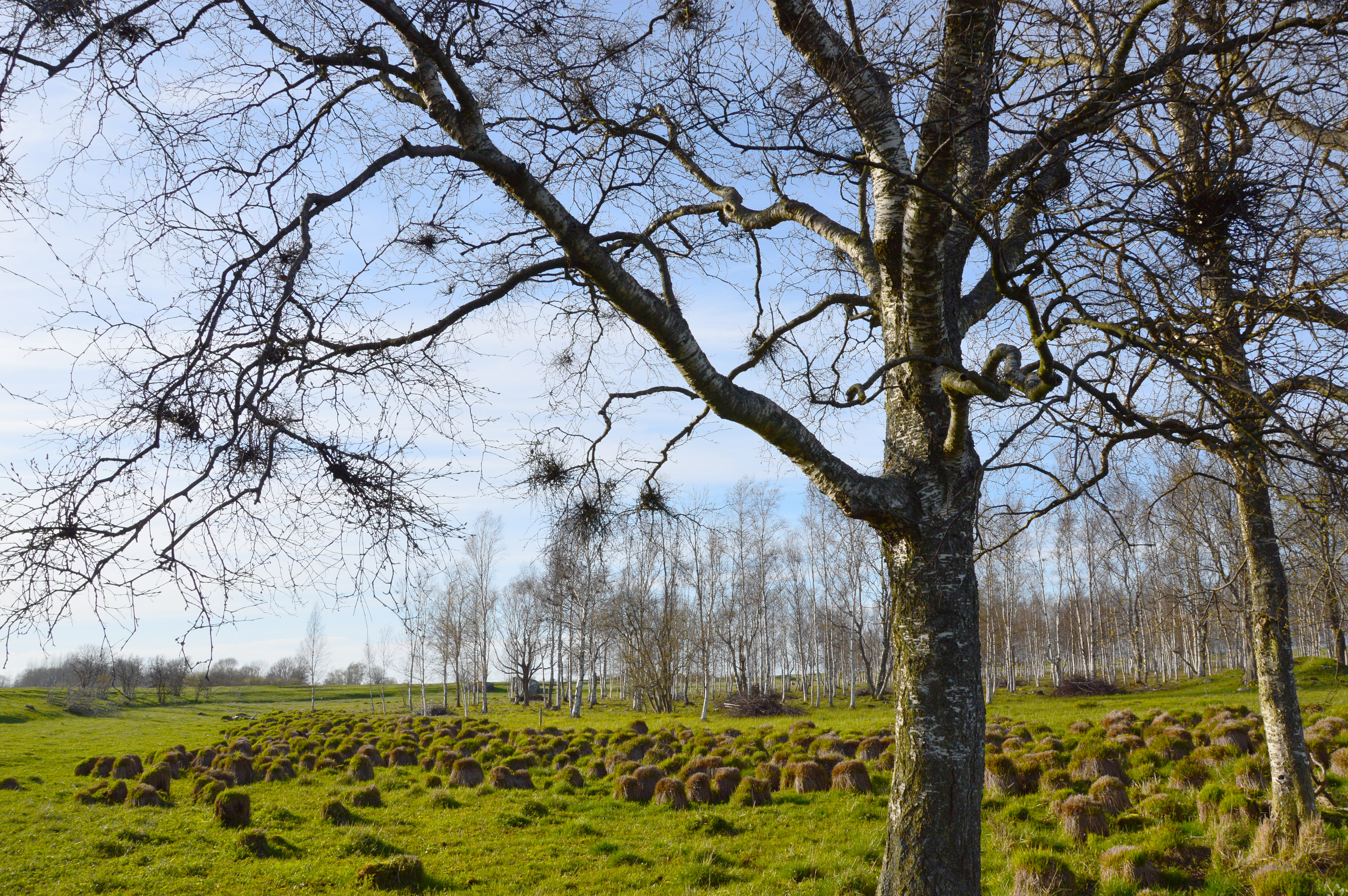
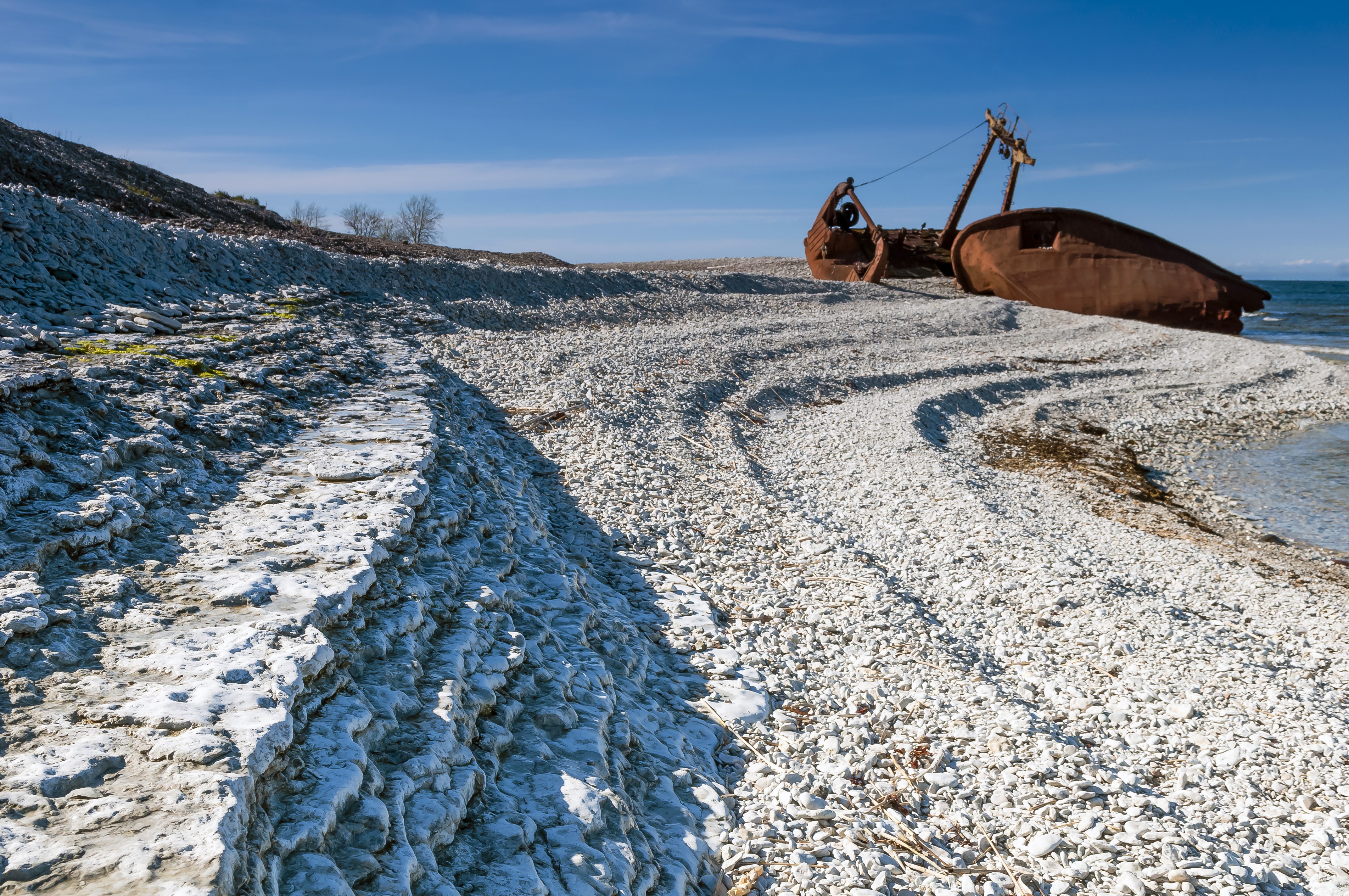
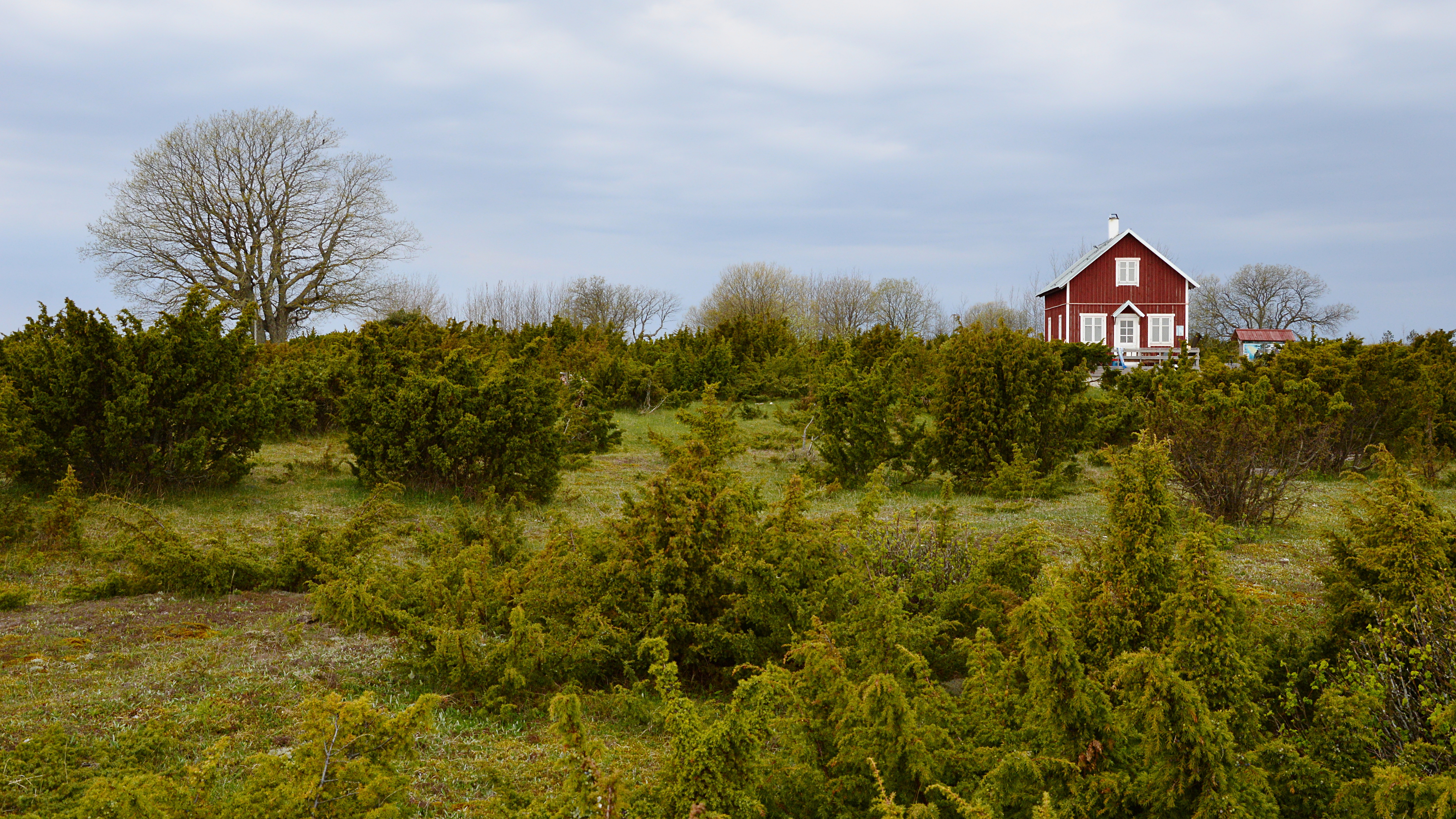
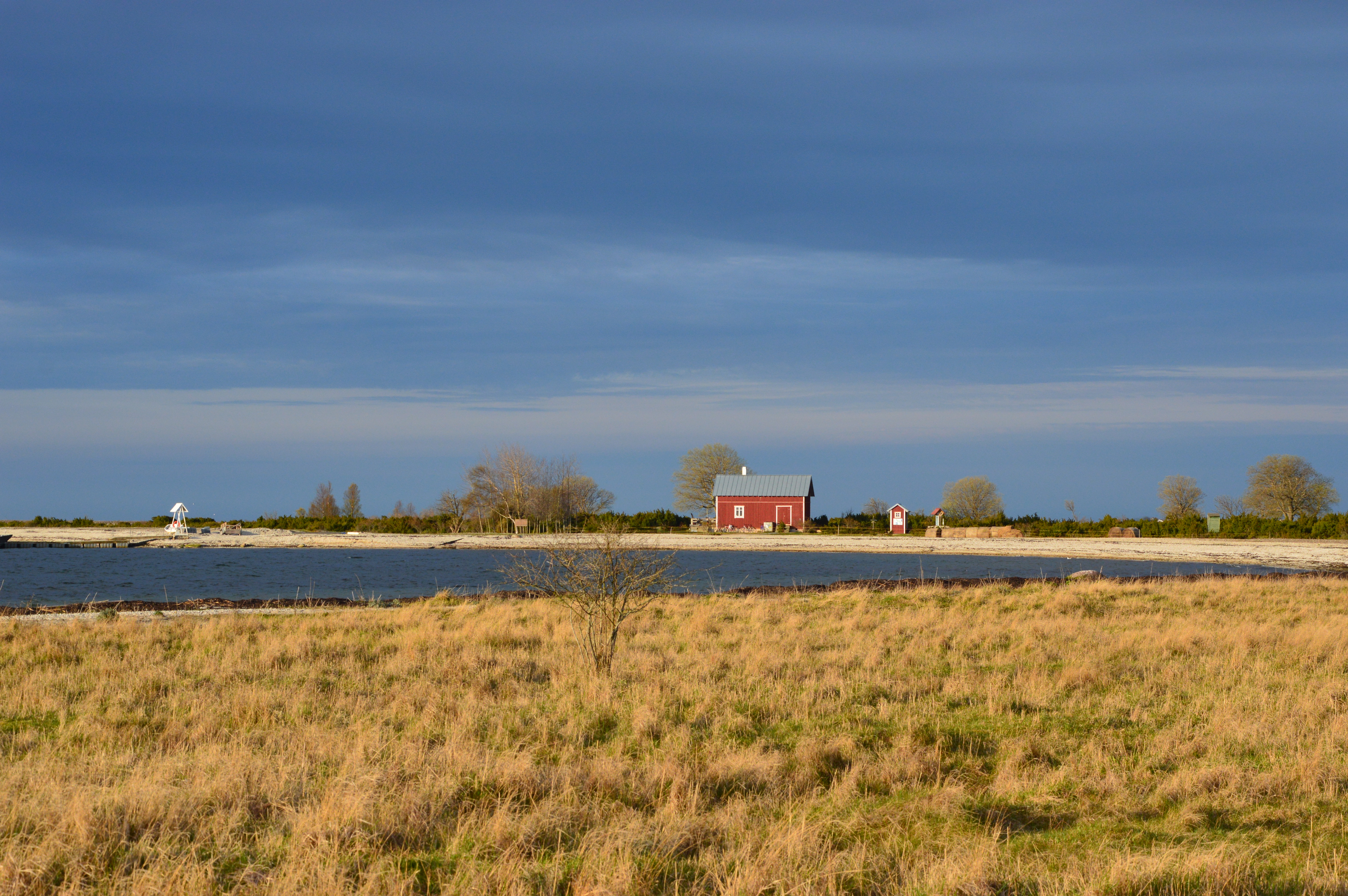
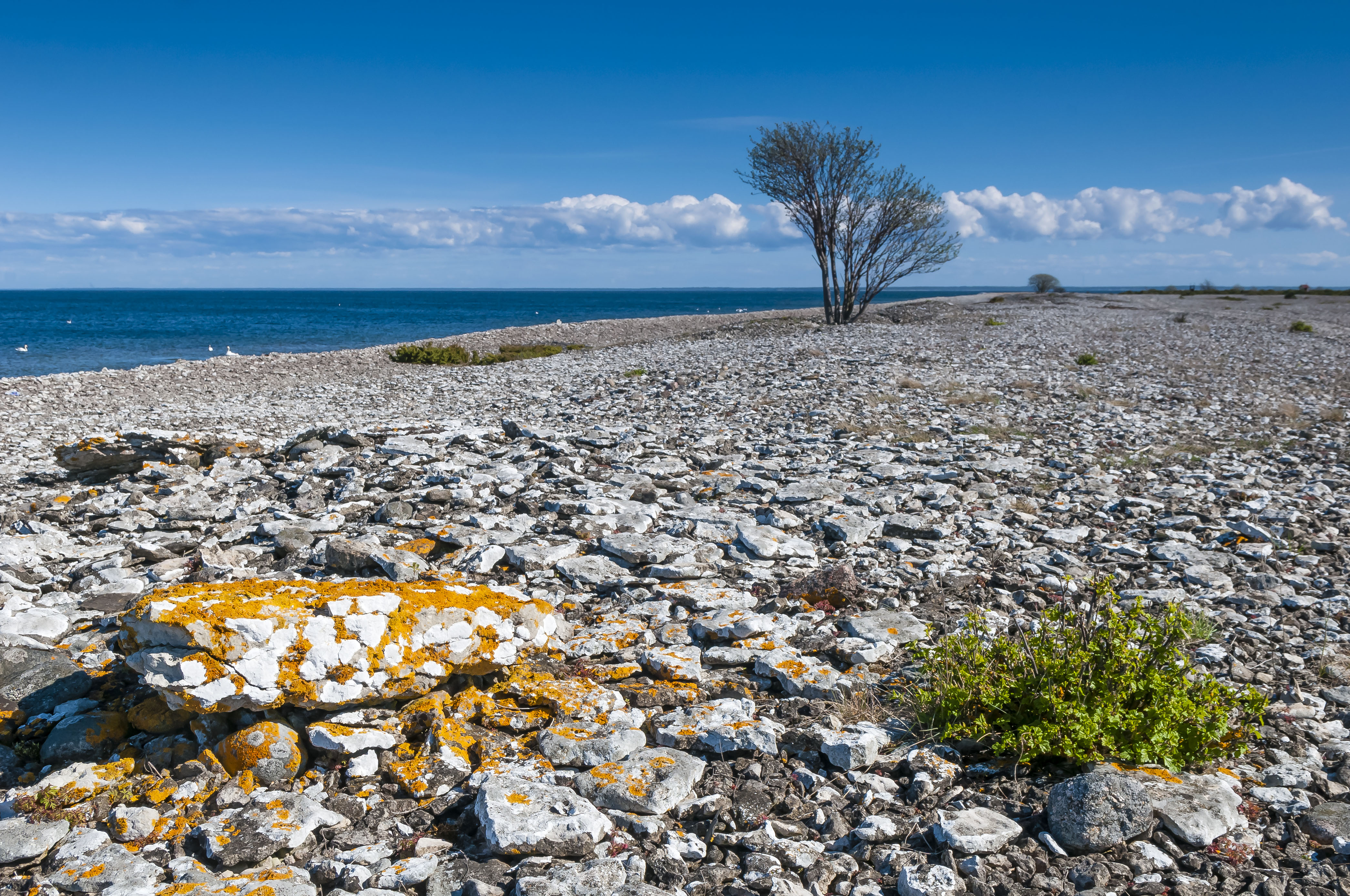
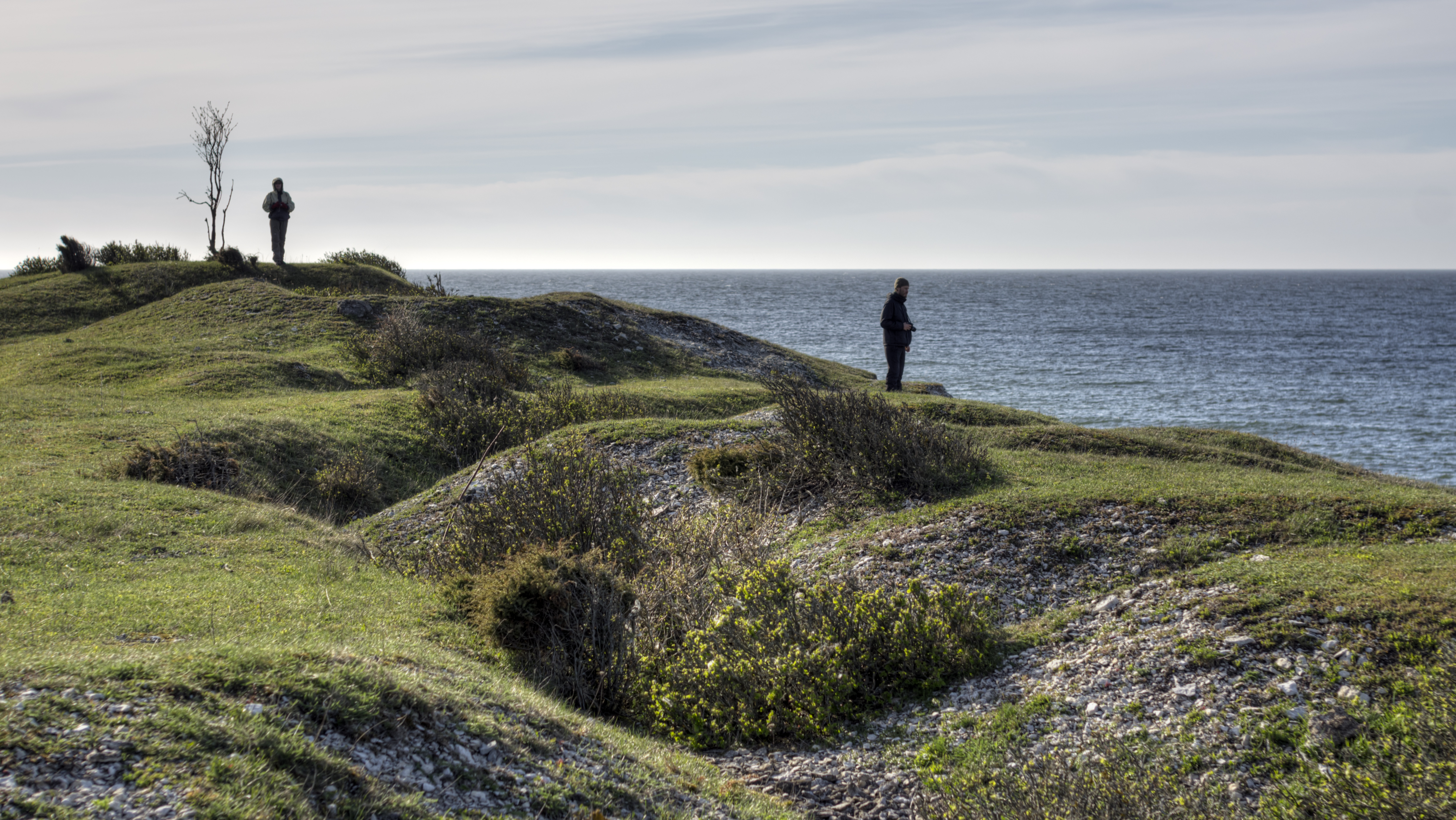
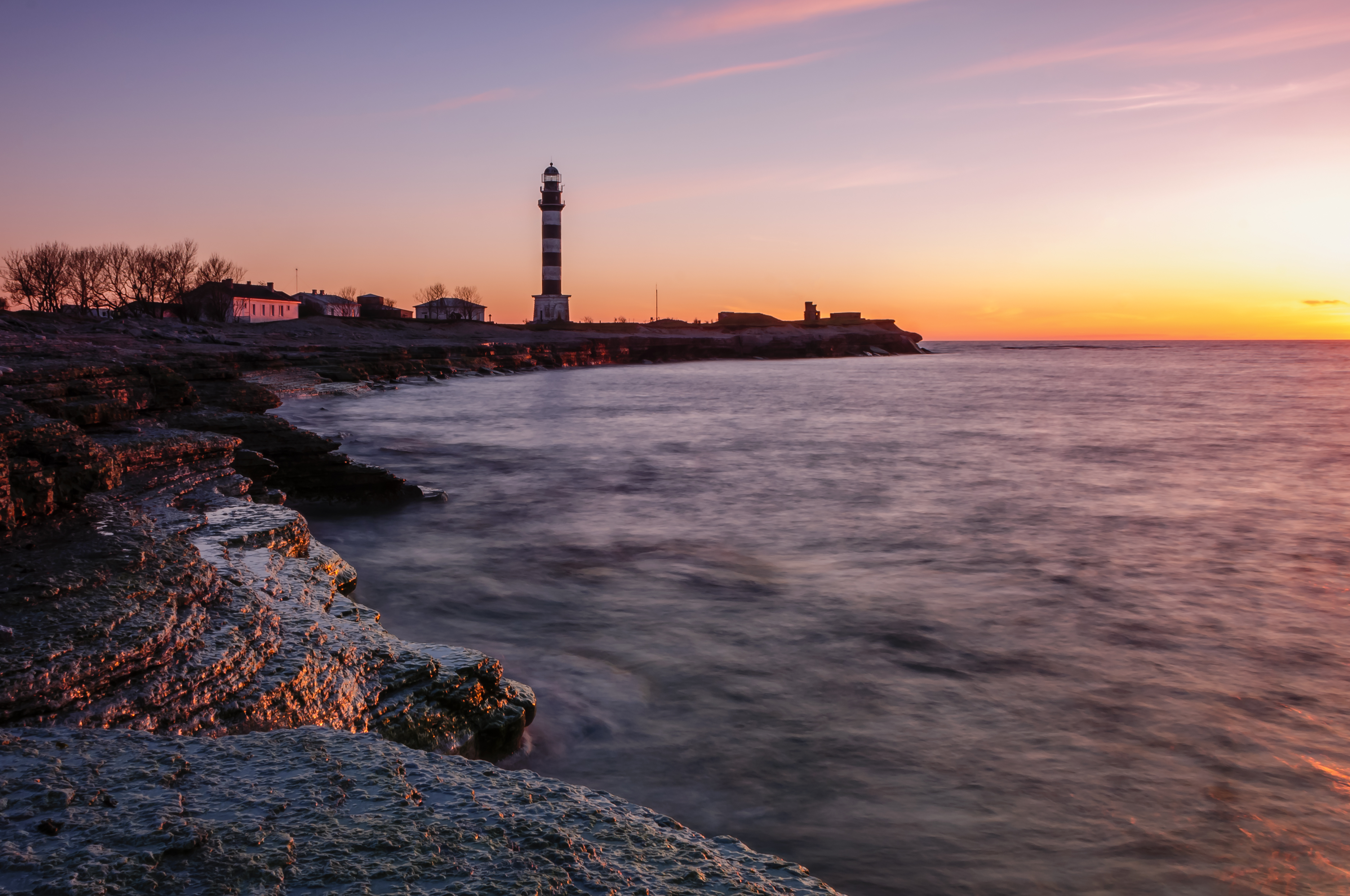